# Pestrițu
Pestrițu – wieś w Rumunii, w okręgu Buzău, w gminie Lopătari. W 2011 roku liczyła 121 mieszkańców.